# Examen – Ett skolminne av Gösta Roosling
Examen – Ett skolminne av Gösta Roosling är en svartvit dokumentär kortfilm av Gösta Roosling. Filmen är inspelad för Svensk Filmindustri 1942 i Kyrkskolan i Grödinge socken.
De medverkande var huvudsakligen elever i skolan, samt deras lärarinna Siri Grönkvist och kyrkoherden Erik Forslund. Kyrkoherdens son, den tioårige blivande filmproducenten Bengt Forslund, var elev i skolan och syns också i filmen. Den flicka som i rutig klänning ensam sjunger "Har du sett min lilla katt" inför klassen var dock inte elev i skolan utan tillhörde filmteamet.[källa behövs] För filmmusiken svarade Gunnar Johansson.
En intressant händelse är att man under filminspelningen fick veta att kronprinsparet strax skulle passera förbi där i bil. Man beslutade sig snabbt för att dokumentera händelsen, varvid man arrangerade ett möte där skolbarnen och övriga närvarande fick hälsa på kronprinsparet.[källa behövs] Filmen och händelserna omkring den sammansattes av redaktören Jan Bergman i ett Guldkorn från SF.